# Калиев, Артур
Артур Калиев (англ. Arthur Kaliyev; род. 26 июня 2001, Ташкент) — американский хоккеист, нападающий клуба НХЛ «Оттава Сенаторз».
На драфте НХЛ 2019 года был выбран «Лос-Анджелес Кингз» во втором раунде под общим 33-м номером.

## Карьера
В своём первом сезоне 2017/18 за «Гамильтон Булдогс» в ОХЛ, сыграл 68 игр и набрал 48 (31+17) очков при 20 минутах штрафа, став вместе с клубом чемпионом лиги. В следующем сезоне он смог побить рекорд лиги как самый молодой игрок, который смог забросить 51 шайбу за регулярный чемпионат.
Несмотря на то, что он был эффективен в бросках в одно касание и результативности, перед драфтом НХЛ 2019 года специалисты отмечали его слабое катание и плохую игру в защите. В итоге Калиев был выбран во втором раунде под 33-м номером «Лос-Анджелес Кингз».
3 июня 2020 года подписал трёхлетний контракт новичка с «Лос-Анджелес Кингз». Дебютировал в НХЛ 2 февраля 2021 года в матче против «Анахайм Дакс», в котором отметился заброшенной шайбой. 18 сентября 2024 года «Кингз» повторно подписали с Калиевым однолетний контракт.
6 января 2025 года «Нью-Йорк Рейнджерс» забрал Калиева с драфта отказов. 17 января в матче против «Юты» забросил свою первую шайбу за «Рейнджерс».
3 июля 2025 года подписал двусторонний контракт с клубом «Оттава Сенаторз» на один год.

## Личная жизнь
Калиев родился в столице Узбекистана, Ташкенте. Когда ему было 2 года, семья переехала в США в Статен-Айленд (штат Нью-Йорк). В 13 лет они переехали в Мичиган. Его сестра Эльвина Калиева — профессиональная теннисистка.

## Статистика
| Легенда | Легенда                    | Легенда | Легенда                   | Легенда | Легенда    |
| ------- | -------------------------- | ------- | ------------------------- | ------- | ---------- |
| И       | Количество проведённых игр | Штр     | Штрафное время            | +/−     | Плюс-минус |
| Г       | Голы                       | П       | Голевые передачи          | О       | Очки       |
| -       | Статистика неизвестна      | —       | Статистика не учитывалась |         |            |

## Достижения

### Командные
| Год  | Команда           | Достижение                                                      | Достижение |
| ---- | ----------------- | --------------------------------------------------------------- | ---------- |
| 2018 | Гамильтон Булдогс | Лейдэн Трофи (Победитель Восточного дивизиона ОХЛ)              |            |
| 2018 | Гамильтон Булдогс | Бобби Орр Трофи (Победитель плей-офф Восточной конференции ОХЛ) |            |
| 2018 | Гамильтон Булдогс | Кубок Джей Росса Робертсона (Чемпион ОХЛ)                       |            |
| 2021 | США (мол.)        | Чемпион мира                                                    |            |

### Индивидуальные
| Год  | Команда           | Достижение                                                                | Достижение |
| ---- | ----------------- | ------------------------------------------------------------------------- | ---------- |
| 2020 | Гамильтон Булдогс | Джим Мэйхон Мемориал Трофи (Лучший бомбардир среди правых нападающих ОХЛ) |            |